# Federico Capone
Federico Capone (Altavilla Irpina, 16 febbraio 1849 – Torre del Greco, 16 giugno 1918) è stato un imprenditore, scienziato e politico italiano.

## Biografia
Nacque ad Altavilla Irpina da una famiglia i cui membri furono noti anche per l'impegno politico e patriottico, tra cui l'avo materno Bartolomeo Crescitelli, esiliato dopo il fallimento della Repubblica Partenopea, e lo zio senatore Giuseppe Capone che aveva partecipato ai moti del 1821 e del 1848 finendo imprigionato nel carcere Borbonico di Santa Maria Apparente.

## Attività imprenditoriale
Nel 1862, insieme a suo padre Ferdinando, Federico Capone appena tredicenne scoprì la presenza di zolfo in alcuni dei terreni di loro proprietà e del quale si diede avvio all'attività estrattiva battezzandolo Zolfo Capone. 
Nel febbraio 1871, all'età di 22 anni, divenne quindi presidente del consiglio di amministrazione della miniera Capone e assieme al genitore inaugurò la prima galleria di estrazione del minerale.

## L'impegno patriottico e politico
Animato da vivo fervore politico sin da giovanissimo, entrò a far parte della Colonna Insurrezionale Irpina e con Giuseppe Garibaldi, poi suo amico, partecipò al raduno armato di Monterotondo ed alla spedizione per liberare Venezia combattendo anche a Mentana. 
Intimo di molti patrioti campani (Matteo Renato Imbriani, Carlo Poerio, Francesco De Sanctis e Felice Cavallotti), nel 1881 rifiutò la candidatura a Deputato del Regno, ma nell'anno seguente accettò la proposta e venne eletto deputato della provincia di Avellino nell'ottobre del 1882 e poi nel maggio 1886 - appoggiato anche dal cugino giornalista Luigi Cassitto - col gruppo repubblicano garibaldino. 
Distinguendosi sempre per valore morale, in occasione del terremoto di Casamicciola del 1883 accorse con i suoi operai per portare soccorso, mentre nel 1887 si prodigò in favore degli abitanti di Altavilla colpiti dal colera venendo egli stesso contagiato.
Con i proventi della sua azienda finanziò inoltre gli scavi archeologici di Pompei ed Ercolano, mentre nel 1871, su espressa richiesta dell'amico Garibaldi, gli inviò 10 sacchi di zolfo per il suo vigneto di Caprera.
Autore di opere politiche scrisse tra l'altro: Una bandiera (Avellino 1894),Ordinamento politico di uno Stato (Benevento 1894), Disegni di legge (Benevento 1894) 

## Pioniere dell'aviazione italiana
Recentemente riscoperto grazie ad alcuni studi e al saggio Storia del Viaggio e Turismo in Italia di Andrea Jelardi (Mursia, 2012), Federico Capone fu pioniere dell'aviazione scavalcando il primato di Enrico Forlanini che, com'è noto, nel 1878 riuscì a far volare per pochi istanti un prototipo di elicottero. 
Ancor prima di Forlanini, infatti, Capone progettò e realizzò con il meccanico napoletano De Palma una «macchina aerea per lo studio delle proprietà dell'aria» (1875) intuendo per primo le potenzialità del volo con mezzi più pesanti dell'aria ed abbandonando pertanto gli studi aerostatici per mettere invece a punto una «macchina per la traslazione aerea dei corpi» denominata Voliero (1890), un «aeroplano ad alette rotanti in senso orizzontale» battezzato Aeriero (1905) e vari altri apparecchi a motore tra il 1905 ed il 1908.
Ideò poi l'apparecchio Aquilotto con elica anteriore ed eliche mediane oltre due ali portanti, munito di paracadute pronto a cadere assieme al seggiolino del pilota in caso di necessità. 
Autore di alcuni testi sull'aviazione (Ricordi di Aeronautica, Il problema del volo e Un terzo di secolo di studi e di esperimenti), Capone fu precursore dal 1875 del volo più pesante dell'aria, scrisse articoli divulgativi per il quotidiano Pro Patria (da lui stesso fondato insieme a G. Bovio e R. Imbriani) e inviò anche un invito ufficiale a Maria Montessori affinché visionasse le sue scoperte ad Altavilla e le rendesse note.
Conseguì anche brevetti di volo, tra l'altro in Venezuela, Argentina, e per i suoi meriti venne insignito di medaglia di benemerenza all'esposizione generale di Parigi, oltre che ricordato più recentemente dal Times di Londra in un articolo intitolato Lo scienziato di Altavilla Irpina.
Padre di ben diciassette figli, sia legittimi che naturali cui diede comunque il suo cognome, morì a Villa Borrelli alle falde del Vesuvio, nella bella residenza di famiglia.
Fu sepolto nel comune natio che gli ha intitolato una strada e dove una lapide, collocata nel 1922, ricorda: "Federico Capone, Garibaldino deputato al parlamento col pensiero con l'azione auspicò l'Italia libera dalle alpi ai mari fervido assertore dello incremento economico della regione con fiorente industria mineraria benemerito apostolo di carità in terribile epidemia colerica portandone le stimmate sino alla morte in Torre del Greco il 16 giugno 1918 rivive orgoglio dei concittadini nella memoria della patria redenta esempio imperituro d'ogni civile virtù".